# 王毓仁
王毓仁（？—1623年），字玄倩，號孟诸，浙江绍兴府山阴县人。明朝政治人物。

## 生平
萬曆四十年（1612年）壬子科順天鄉試九十一名舉人，天啓二年（1622年）壬戌科会试二百三十九名，三甲五十九名進士。兵部观政，本年官宣城县知县，三年卒。